# Neil de Silva
Neil de Silva (* 15. November 1969 in Arima) ist ein ehemaliger Sprinter aus Trinidad und Tobago.

## Sportlerkarriere
Bei den Commonwealth Games 1990 in Auckland wurde er Achter über 100 Meter und Vierter über 200 Meter. In der 4-mal-400-Meter-Staffel wurde er im Vorlauf disqualifiziert.
1991 wurde er bei den Hallenweltmeisterschaften in Sevilla sowohl über 200 Meter wie auch mit der 4-mal-400-Meter-Stafette von Trinidad und Tobago im Vorlauf disqualifiziert.
Bei den Olympischen Spielen 1992 in Barcelona erreichte er über 200 Meter das Halbfinale und wurde Siebter in der 4-mal-400-Meter-Staffel.
1993 scheiterte er bei den Hallenweltmeisterschaften in Toronto über 200 Meter im Vorlauf und gewann mit der 4-mal-400-Meter-Stafette von Trinidad und Tobago Silber. Bei den Zentralamerika- und Karibikmeisterschaften holte er Bronze über 200 Meter. Bei den Weltmeisterschaften in Stuttgart gelangte er über 400 Meter gelangte er ins Halbfinale und schied in der 4-mal-100-Meter-Staffel im Vorlauf aus. Zum Jahresabschluss gewann er bei den Zentralamerika- und Karibikspielen Silber über 400 Meter.
Bei den Commonwealth Games 1994 in Victoria wurde er Siebter über 400 Meter und gewann mit der 4-mal-400-Meter-Stafette aus Trinidad und Tobago Bronze.
1995 holte er bei den Panamerikanischen Spielen in Mar del Plata eine weitere Bronzemedaille in der 4-mal-400-Meter-Staffel. Bei den Weltmeisterschaften in Göteborg schied er über 200 Meter im Viertelfinale und mit der 4-mal-100-Meter-Stafette im Vorlauf aus.
Bei den Olympischen Spielen 1996 in Atlanta erreichte er über 200 Meter und 400 Meter das Halbfinale.
1997 kam er bei den Hallenweltmeisterschaften in Paris über 200 Meter und bei den Weltmeisterschaften in Athen über 400 Meter nicht über die erste Runde hinaus.
1999 gewann er über 400 Meter Bronze bei den Zentralamerika- und Karibikmeisterschaften, wurde Fünfter bei den Panamerikanischen Spielen in Winnipeg und wurde bei den Weltmeisterschaften in Sevilla im Vorlauf disqualifiziert.
Bei den Olympischen Spielen 2000 in Sydney kam er über 400 Meter und in der 4-mal-400-Meter-Staffel nicht über den Vorlauf hinaus.

## Persönliche Bestzeiten
- 100 m: 10,30 s, 28. Januar 1990, Auckland
- 200 m: 20,54 s, 31. Juli 1996, Atlanta
- 400 m: 45,02 s, 27. Juli 1996, Atlanta